# Amlikon
Amlikon ist eine ehemalige Orts- und Munizipalgemeinde sowie ein Ortsteil der Gemeinde Amlikon-Bissegg im Bezirk Weinfelden des Kantons Thurgau in der Schweiz. Die Munizipalgemeinde Amlikon umfasste die Ortsgemeinden Amlikon, Bissegg, Griesenberg und Strohwilen. Am 1. Januar 1995 fusionierten die fünf Gemeinden zur politischen Gemeinde Amlikon-Bissegg.

## Geographie
Das am linken Thurufer gelegene Brückendorf Amlikon an der Landstrasse Konstanz–Wil SG erstreckt sich über beide Thurufer. Besiedelt ist nur das linke Ufer.

## Geschichte

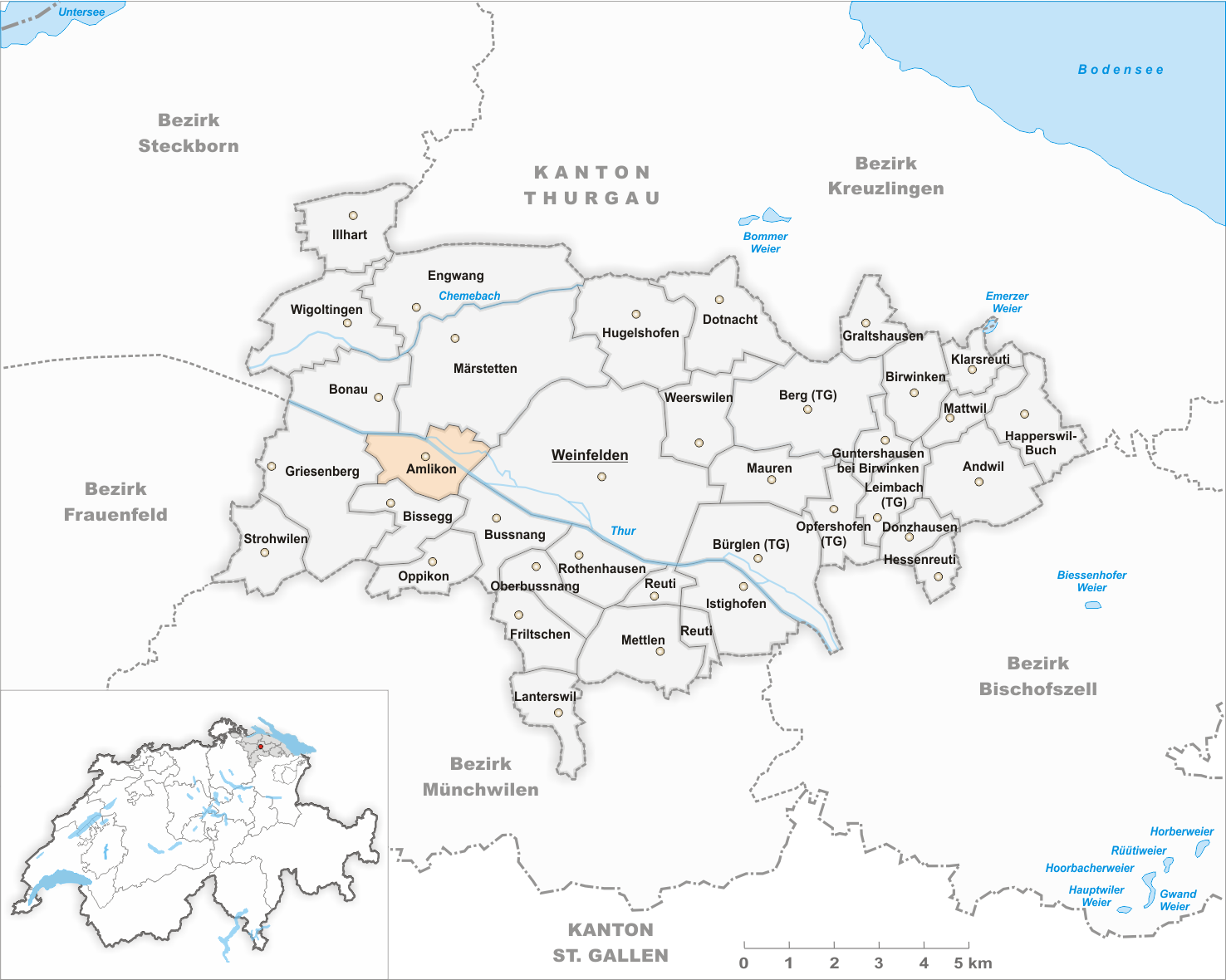
Gemeindestand vor der Fusion im Jahr 1995

Der Ort ist erstmals 1282 als Amlikon erwähnt. Im Hochmittelalter gehörte Amlikon zum Hoheitsgebiet der Freiherren von Bussnang. Von Mitte des 13. Jahrhunderts bis 1798 unterstand es der Gerichtshoheit von Griesenberg. Amlikon gehört seit jeher zur Kirchgemeinde Bussnang. Eine Fährverbindung über die Thur ist im 14. Jahrhundert erstmals erwähnt. Diese wurde 1727 durch eine Brücke ersetzt. 1821 wurde eine gedeckte Brücke gebaut, und 1832 ersetzte man die steil zum Dorf führende Strasse durch eine S-kurvige Dorfstrasse. Die Brücke von 1821 wurde am 15. Juni 1910 durch eine Flut zerstört, woraufhin man 1911 bis 1912 eine Brücke in Eisenkonstruktion errichtete, welche wiederum 1995 durch eine Betonbrücke ersetzt wurde.
Bis ins 19. Jahrhundert waren Getreideanbau in Dreifelderbewirtschaftung und Hanfanbau der landwirtschaftliche Haupterwerbszweig. Im 19. Jahrhundert ging man mehrheitlich zu Vieh- und Milchwirtschaft über. Die erste Käserei wurde 1908 gebaut. Im 19. Jahrhundert verfügte Amlikon über eine Ölmühle. Reben werden noch heute kultiviert. Anfang des 20. Jahrhunderts waren mehrere Stickereilokale im Dorf ansässig. Die dauerhafte Ansiedlung von Industrie gelang aber nicht. Dafür liessen sich etliche Gewerbebetriebe nieder, z. B. seit 1934 Bauunternehmen. 1990 zählten 54 % der Arbeitsplätze zum zweiten, aber immer noch 19 % zum ersten Wirtschaftssektor.
| Jahr              | 1850  | 1900  | 1960  | 1970  | 1990  | 2000  | 2010  | 2018  |
| ----------------- | ----- | ----- | ----- | ----- | ----- | ----- | ----- | ----- |
| Munizipalgemeinde | 1181  | 1097  | 1033  | 990   | 963   |       |       |       |
| Ortsgemeinde      | 278   | 303   |       | 258   | 352   |       |       |       |
| Siedlung          |       |       |       |       |       | 376   | 450   | 534   |
| Quelle            | [ 5 ] | [ 5 ] | [ 5 ] | [ 5 ] | [ 5 ] | [ 7 ] | [ 8 ] | [ 3 ] |

## Wappen
Blasonierung: In Blau ein gelbes Schiff, pfahlweise überdeckt von zwei gelben Rudern.
Das Schiff erinnert an die frühere Thurfähre in Amlikon.

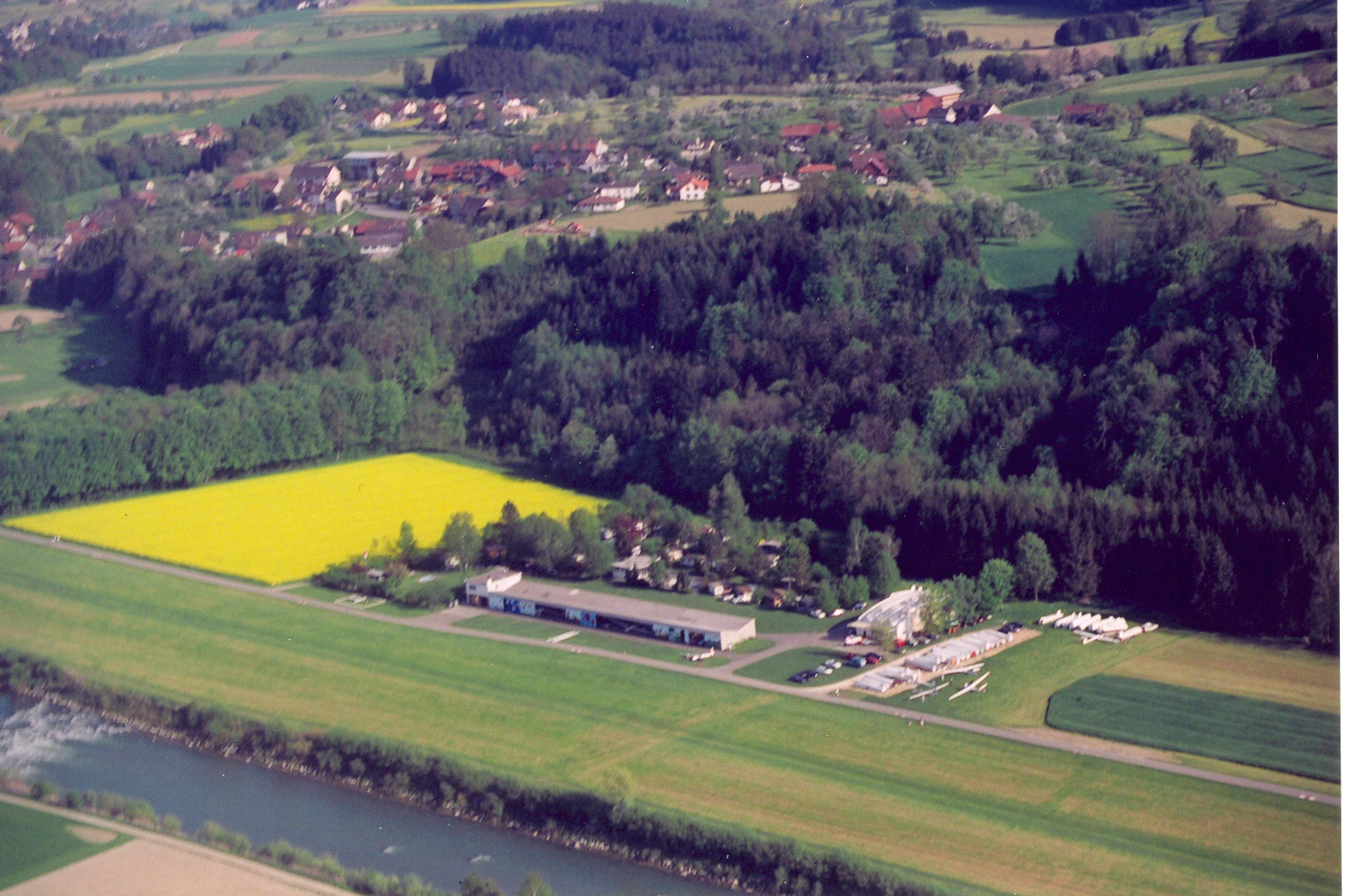
Flugplatz Amlikon

## Verkehr
Im öffentlichen Verkehr wird Amlikon von der Postautolinie Frauenfeld–Thundorf TG–Weinfelden erschlossen. Am südlichen Ufer der Thur nordwestlich vom Dorf Amlikon befindet sich seit 1963 das Segelflugfeld Flugplatz Amlikon, das der Segelfluggruppe Cumulus als Heimatbasis dient. Es wurde angelegt, nachdem der Flugplatz auf der Allmend bei Frauenfeld vom Militär benötigt wurde.

## Sehenswürdigkeiten
Amlikon verfügt über einen Dorfplatz mit malerischen Fachwerkbauten. Die Liste der Kulturgüter in Amlikon-Bissegg enthält in Amlikon die Riegelhäuser Klösterli 1 und Klösterli 3.

## Bilder

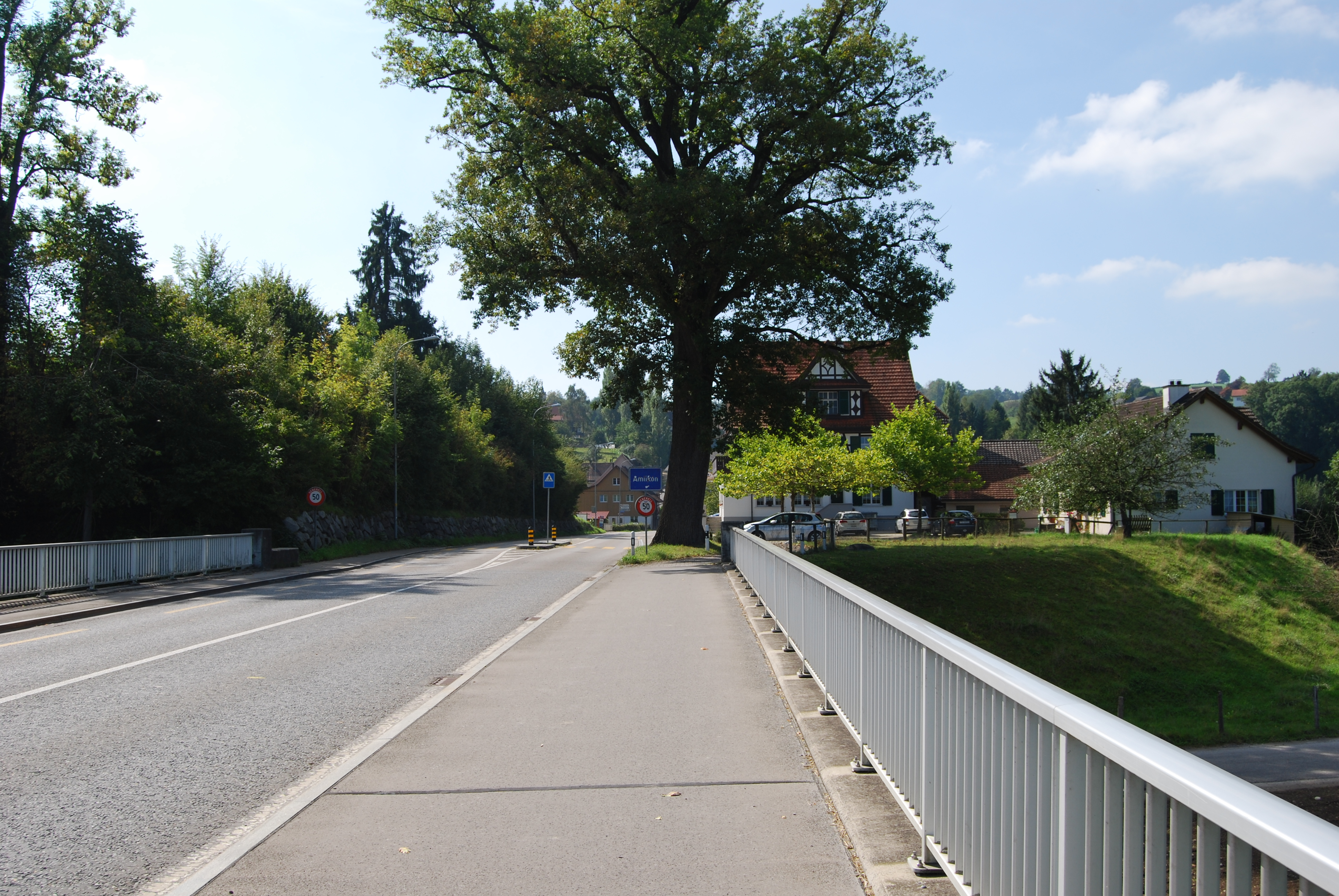
Ortseingang von Amlikon bei der Thurbrücke
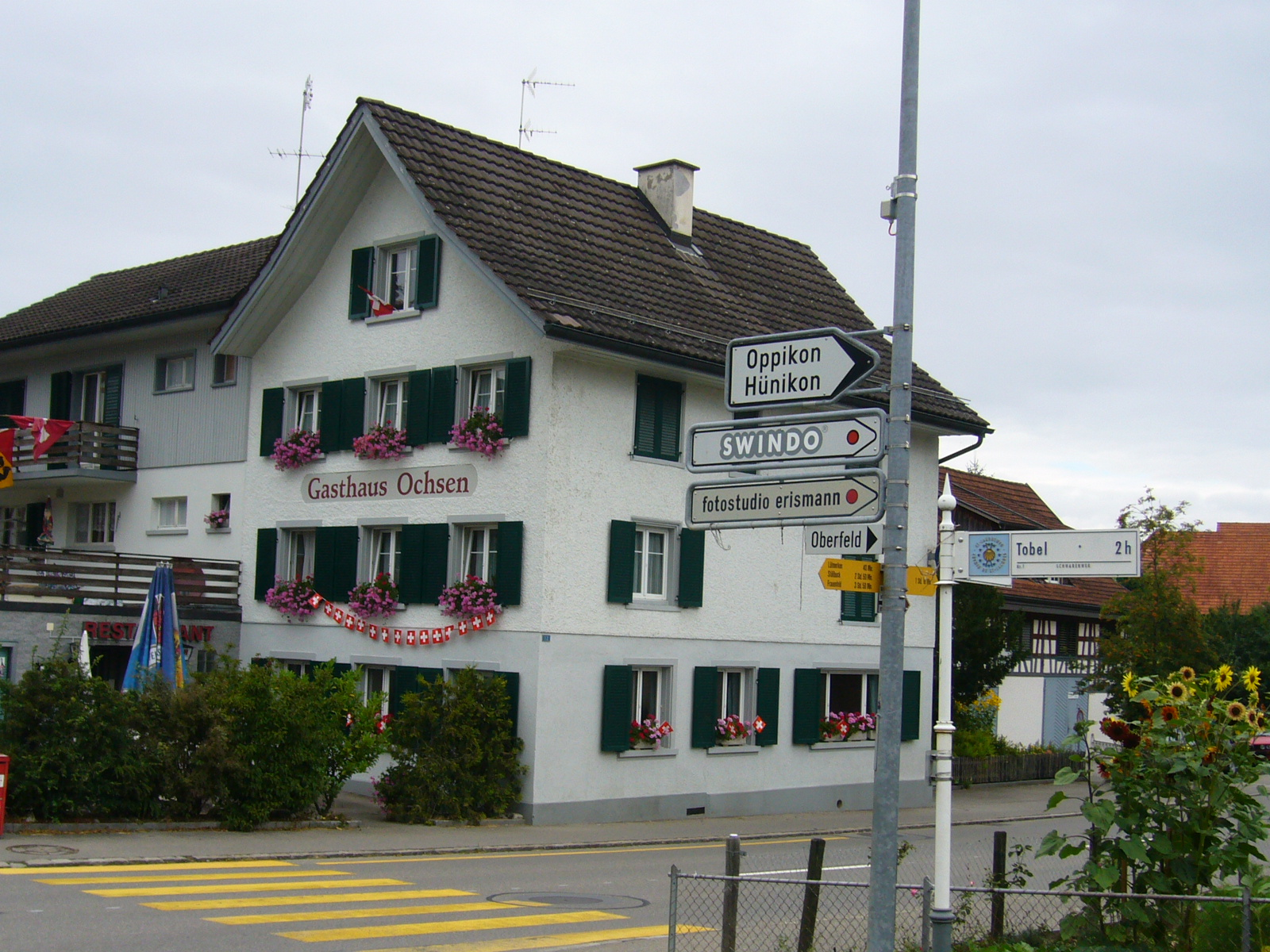
«Ochsen» am Schwabenweg von Konstanz nach Einsiedeln
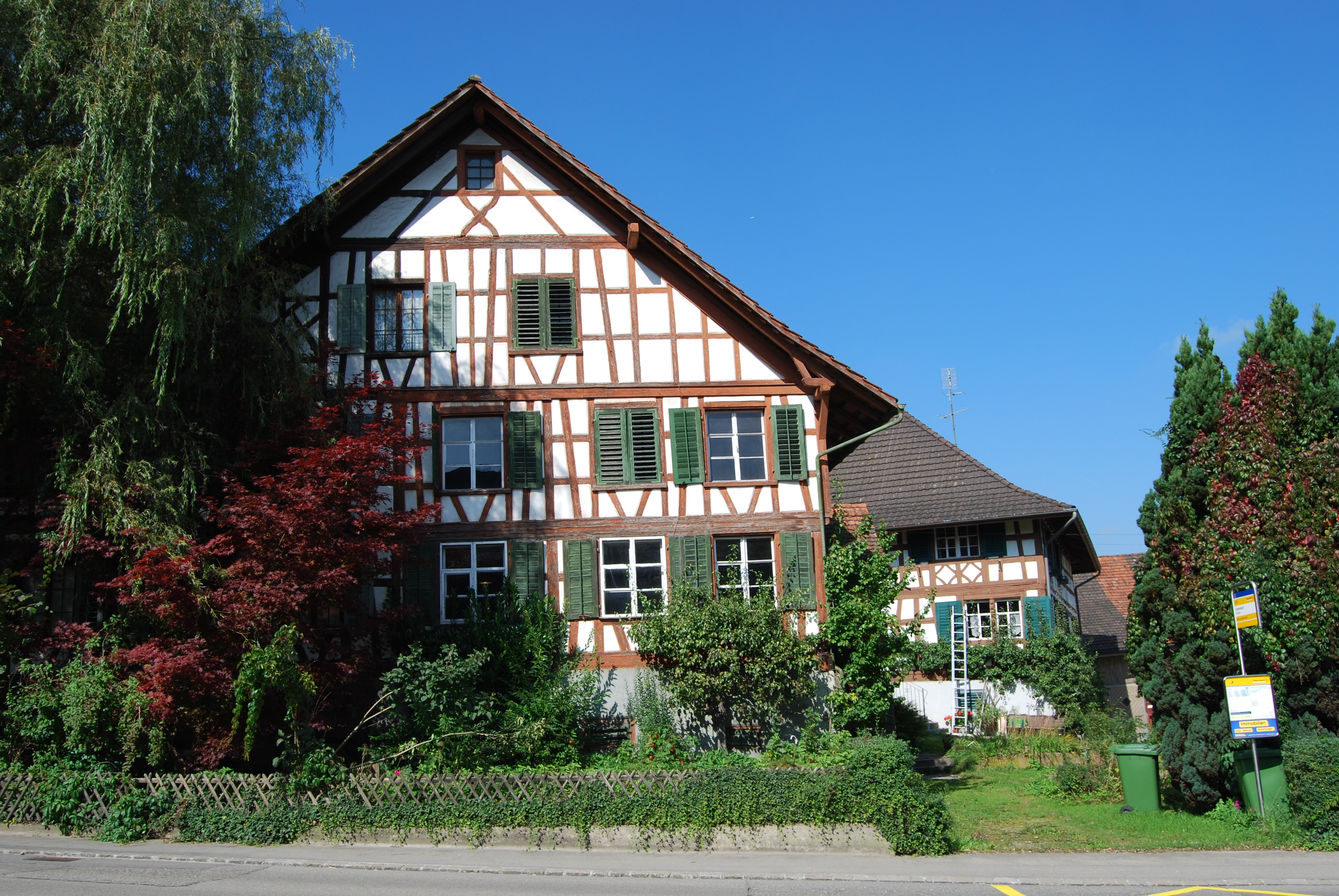
Fachwerkhaus Klösterli 1
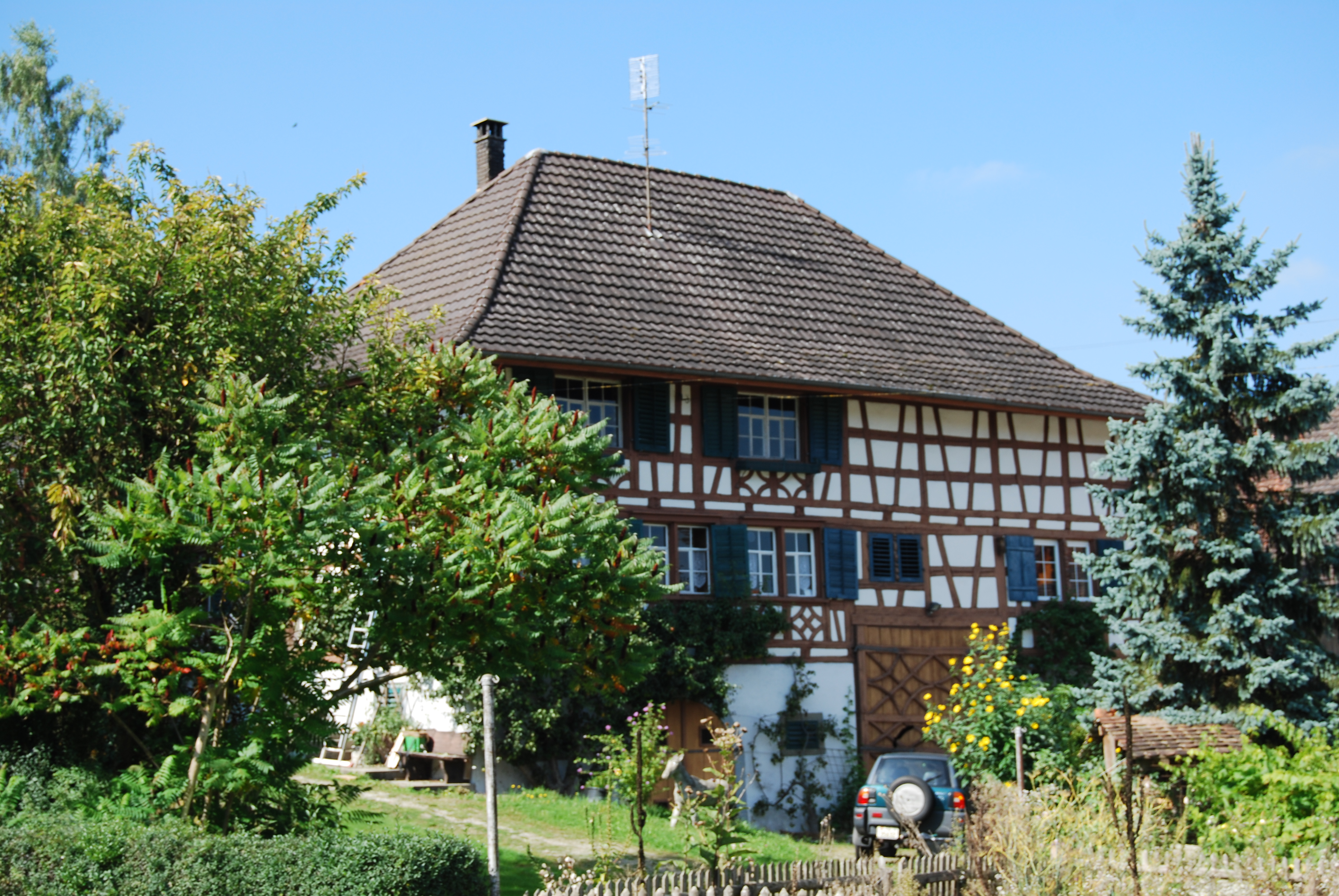
Fachwerkhaus Klösterli 3
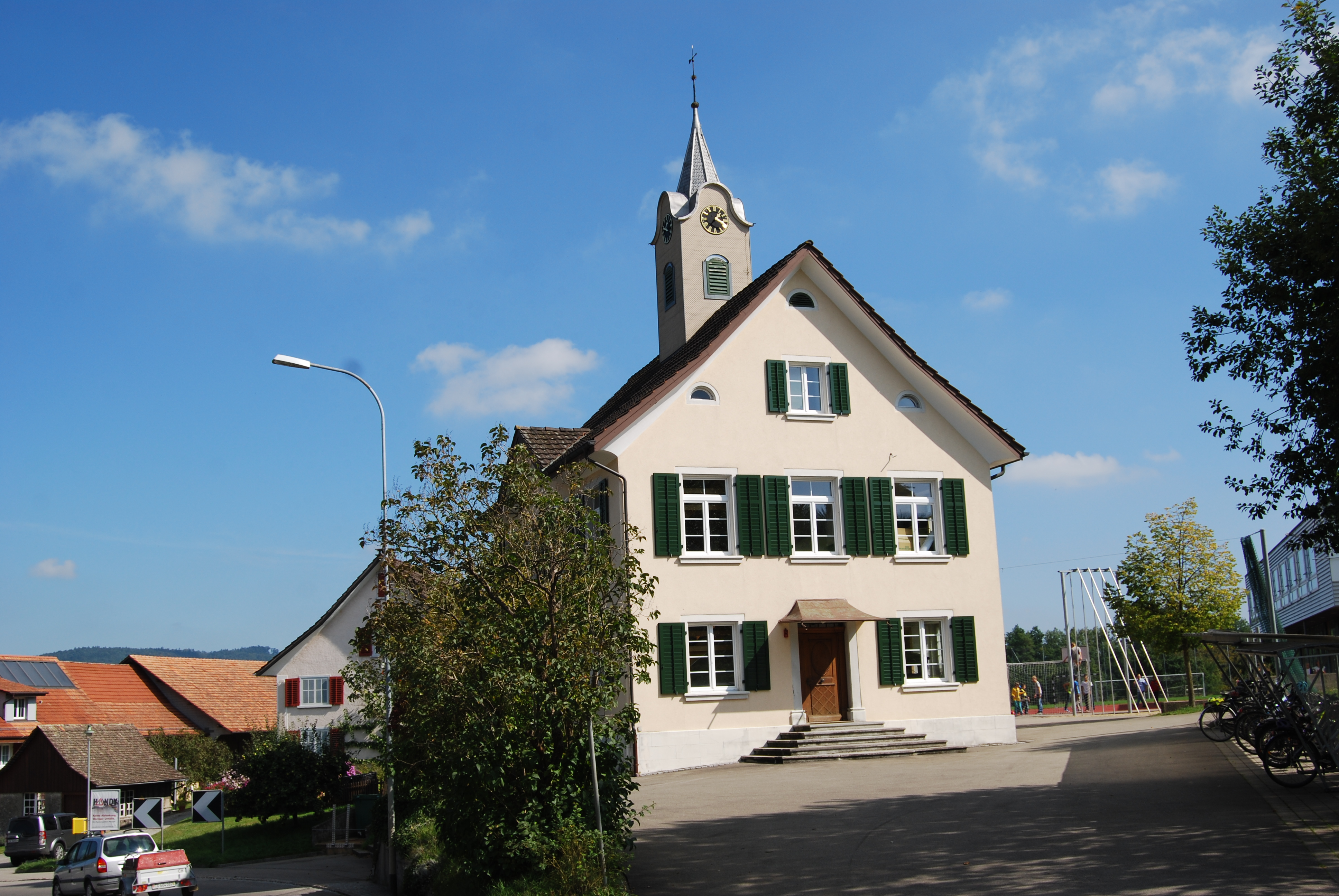
Altes Schulhaus
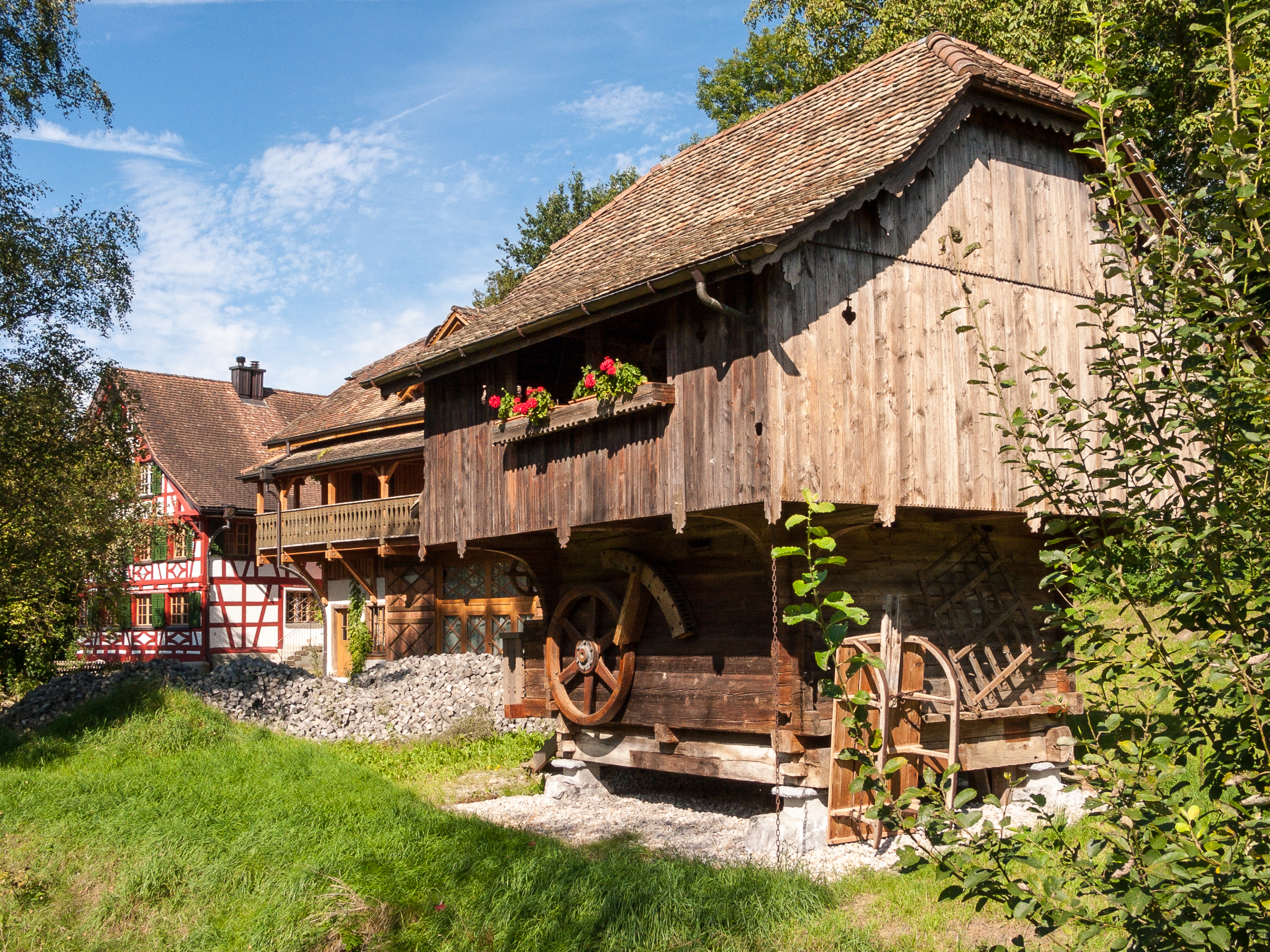
Speicher, Remise und Wohnhaus «Alte Mühle»